# 茅子元
茅子元（1096年?—1166年），法名慈照，號萬事休，人稱茅闍黎、茅上師，南宋吳郡崑山（今江蘇崑山）人。原為僧人，後還俗，紹興年間創立佛教淨土宗支派白蓮宗，屬於一種居士佛教。

## 生平
茅子元自幼父母早亡，十九歲在吳郡延祥寺出家為僧，初從天台宗淨梵，習止觀禪法。南宋紹興年間（1131年），在平江淀山湖（今上海市青浦區西）建白蓮懺堂，自稱白蓮導師，以修淨業，又模仿天台宗學說作《圓融四土》、《晨朝禮懺文》，別立一宗，創建淨土宗系的新教門，稱「白蓮宗」。教徒稱茅子元為茅闍黎、茅上師，其徒號「白蓮菜人」，皆是俗家弟子，可娶妻生子，“愚夫愚婦轉相證誘，聚落田里，皆樂其妄”。白蓮宗後來遭到官方禁止，以“食菜事魔”的罪名將茅子元被發配到江州（今江西九江）。茅子元到江州後，仍秘密傳教。
紹興三年（1133年），茅子元被赦還。乾道二年（1166年）皇帝在德壽殿召見他，演說淨土法門，並賜“勸修淨業蓮宗導師慈照宗主”的稱號。三月二十三日，在鐸城倪普建宅圓寂，二十七日荼毘（火化）。
著有《蓮宗晨朝懺儀》、《凈土十門告誡》、《彌陀節要》、《西行集》、《圓融四土三觀選佛圖》等。

## 渊源
白蓮宗在后世渐渐演变成白蓮教。